# Tyrrell 003
La Tyrrell 003 fu una delle vetture costruite dal team Tyrrell che corse nei campionati di Formula 1 nel 1971 e nel 1972. Era guidata da Jackie Stewart e fu progettata da Derek Gardner.

## L'origine
Il team Tyrrell, perso il contratto di collaborazione con la francese Matra alla fine del 1969, si ritrovò cliente della March per il campionato 1970, ma la March 701 realizzata dal costruttore inglese era una soluzione di ripiego e il team fu suo malgrado spinto a progettare una propria vettura la Tyrrell 001. Il progetto fu affidato a Derek Gardner e la vettura fu costruita dalla Gomm Metal Developements, non distante dalla sede del team a Ockham: presentata nell'agosto 1970, partecipò ad alcune gare di fine stagione nelle mani di Stewart.

## Il debutto
Dopo l'esperienza maturata con la 001 si decise di progettare una vettura più evoluta, la Tyrrell 002, dotata di un telaio più lungo di 10 cm rispetto all'antenata e concepito per accogliere il nuovo compagno di squadra di Stewart, il giovane francese François Cevert. Al Gran Premio del Sudafrica 1971 (prima gara della stagione 1971) Cévert fece debuttare la 002, mentre Stewart pilotò ancora la 001, in quanto in fabbrica stavano ancora completando il secondo esemplare della nuova vettura, che fu denominato 003 e che non aveva nessuna differenza con la 002 se non la pedaliera adattata al più brevilineo pilota scozzese. L'auto di Stewart fu pronta per il debutto nel campionato mondiale alla seconda gara della stagione, il Gran Premio di Spagna 1971, dove vinse battendo la Ferrari 312 B di Jacky Ickx. Due settimane prima del gara a Montecarlo lo scozzese andò a disputare una gara fuori campionato sul Circuito di Silverstone, il BRDC International Trophy, dove vinse la prima manche e si ritirò subito dopo la partenza della seconda per colpa di un'uscita di strada, la vettura fu riparata in tempo per la corsa nel principato.

## La stagione 1971

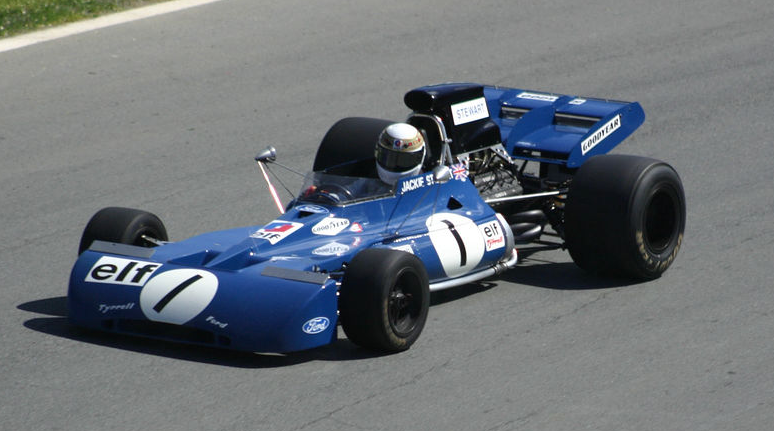
La Tyrrell 003

La vettura fu evoluta nel corso della stagione adottando diverse configurazioni aerodinamiche: nata con un'ala anteriore piatta, in seguito fu dotata, a seconda dei circuiti, di un muso convesso ispirato alle vetture del Campionato del Mondo Sport Prototipi e perciò detto sports-car-style e di diverse configurazioni dell'ala posteriore e del passo. Si dimostrò fin dal debutto molto competitiva e affidabile, tanto da vincere il campionato nel 1971, unico successo della scuderia di Ken Tyrrell nel campionato costruttori, addirittura con il doppio dei punti rispetto alla BRM, classificatasi seconda. La 002 e la 003 avevano alcune caratteristiche innovative, come la presenza di alcune prese d'aria sopra al motore, che ne permettevano il raffreddamento e un muso totalmente nuovo. La competitività della vettura nel 1971 si nota anche dal numero di vittorie: ben 7 su 11 gare, di cui 6 per lo scozzese e 1 per il francese.

## Gli anni successivi
Nel 1972, invece, un deludente campionato per Cévert con la 002 e la vittoria di due sole gare per la 003 di Stewart non permisero alla Tyrrell di difendere l'accoppiata dei due titoli: venne battuta dalla Lotus (con il suo modello 72D), che conquistò per soli dieci punti il campionato costruttori. Matematicamente sconfitto, per le ultime quattro gare Stewart pilotò la Tyrrell 005 e dopo un iniziale rodaggio vinse le due ultime gare del campionato, riducendo il gap finale, mentre Cèvert svezzò la Tyrrell 006 proprio in queste due ultime corse.
Della vettura fu realizzato un terzo esemplare, la Tyrrell 004: essa era la monoposto di riserva del team e fu utilizzata da Jackie Stewart nel Gran Premio di Monaco 1972 e da Patrick Depailler nella stessa stagione in Francia e negli Stati Uniti. In seguito la Tyrrell 004 fu ceduta la scuderia privata del Team Blignaut e partecipò ai Gran Premi di Sudafrica 1973 e 1974 con il pilota locale Eddie Keizan.
Nel 1973 venne poi sostituita dalla Tyrrell 006 e infine regalata a Jackie Sterwart al termine della sua carriera. A sua volta il campione scozzese l'ha donata ai suoi figli

## Risultati completi
| Anno | Team             | Motore                   | Gomme | Piloti  |     |   |     |     |   |    |   |     |     |   |   | Punti | Pos. |
| ---- | ---------------- | ------------------------ | ----- | ------- | --- | - | --- | --- | - | -- | - | --- | --- | - | - | ----- | ---- |
| 1971 | Elf Team Tyrrell | Ford Cosworth DFV 3.0 V8 | G     | Stewart | 2   | 1 | 1   | 11  | 1 | 1  | 1 | Rit | Rit | 1 | 5 | 73    | 1º   |
| 1971 | Elf Team Tyrrell | Ford Cosworth DFV 3.0 V8 | G     | Cevert  | Rit | 7 | Rit | Rit | 2 | 10 | 2 | Rit | 3   | 6 | 1 | 73    | 1º   |

| Legenda | 1º posto     | 2º posto | 3º posto    | A punti         | Senza punti/Non class.  | Grassetto – Pole position Corsivo – Giro più veloce |
| Legenda | Squalificato | Ritirato | Non partito | Non qualificato | Solo prove/Terzo pilota | Grassetto – Pole position Corsivo – Giro più veloce |

(*) Indica quei piloti che non hanno terminato la gara ma sono ugualmente classificati avendo coperto, come previsto dal regolamento, almeno il 90% della distanza totale.